# لاله واژگون

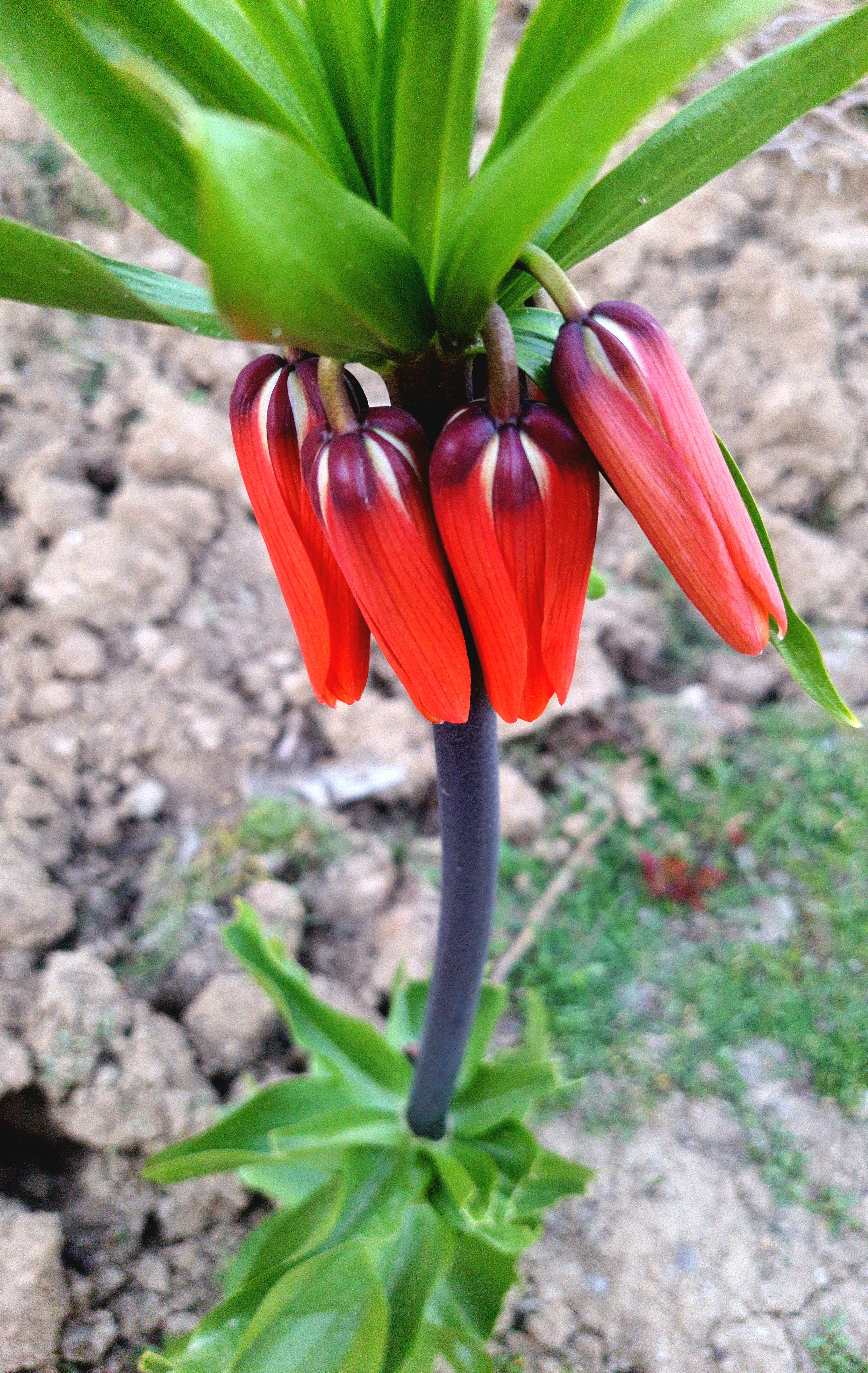
غنچهٔ لاله واژگون اشک مریم

لالهٔ واژگون (نام علمی: Fritillaria) نام یک سرده از راستهٔ سوسن‌سانان است. لاله‌های واژگون از گیاهان علفی پیازدار و پایا از خانوادهٔ سوسنیان هستند. تاکنون ۱۳۰ تا ۱۴۰ گونه از این گیاهان شناسایی شده که در هشت زیرسرده، طبقه‌بندی شده‌اند.
این گیاهان، بومی مناطق معتدل در مناطق وسیعی از نیم‌کره شمالی از دریای مدیترانه و شمال آفریقا تا سراسر اوراسیا و بخش‌هایی از آمریکای شمالی هستند. گونه نماد این سردهٔ گیاهی، لاله واژگون کله‌ماری است. لاله‌های واژگون، به‌عنوان گیاهانی زینتی در باغبانی و صنعت گل و همچنین در طب سنتی چین دارای اهمیت اقتصادی هستند. این موضوع باعث تهدید نسل لاله‌های واژگون در برخی مناطق شده است.

## ویژگی‌ها
پیاز لاله‌های واژگون به‌صورت یک غدهٔ متورم، گوشت‌دار بوده و دارای مقدار زیادی نشاسته و چندین عامل دارویی است و اگر تازه باشد، سمی بوده و قابل خوردن نیست، ولی در چین سمیت آن را گرفته و در آشپزی از آن استفاده می‌کنند.

## در ایران

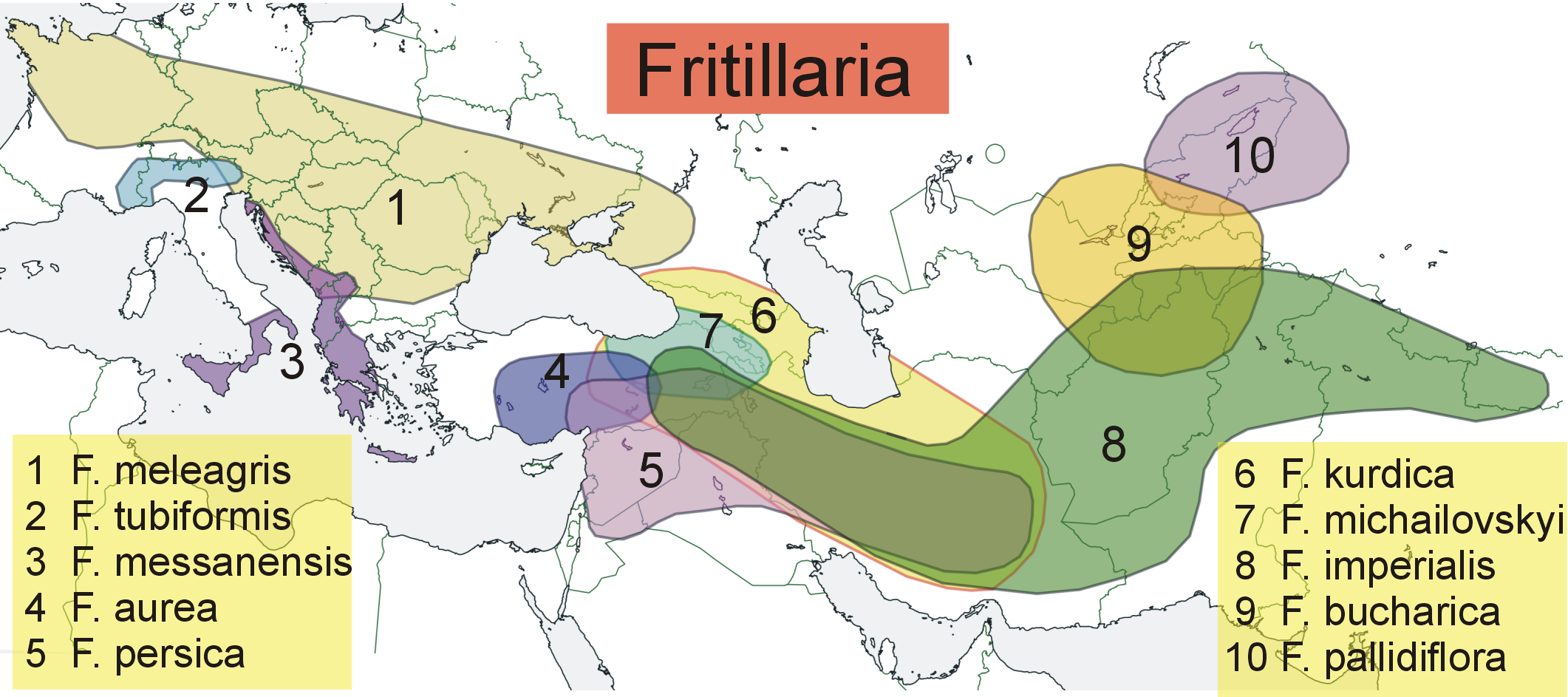
نقشه توزیع ده گونه لاله واژگون در اروپا، غرب آسیا و آسیای مرکزی

لاله واژگون اطراف ملایر

۱۴ یا ۱۵ گونه لالهٔ واژگون، در ایران شناسایی شده است که زیستگاه آن‌ها عموماً غرب ایران و کوه‌های زاگرس است. در برخی نقاط ایران، این گیاه را اشک مریم یا لالهٔ اشک می‌خوانند. وجه تسمیه چنین نامی به داستان‌های اسطوره‌ای بازمی‌گردد. این که این لاله، شاهد مرگ سیاوش بوده و از غصه این اتفاق سربه زیر شده و اشک می‌ریزد. اشک‌های لالهٔ واژگون در حقیقت شیرهٔ بی‌رنگی هستند که در درون لاله قرار دارند و گاهی به سمت پائین سرازیر می‌شوند. گونهٔ زرد کم‌رنگ متمایل به لیمویی این گل‌ها موسوم به لاله زاگرسی بین ۵۰ تا ۸۰ سانتی‌متر ارتفاع دارد. گونه‌های لاله واژگون ایرانی، لاله واژگون کردی، لاله واژگون ترکی و لاله واژگون اشک مریم، در ایران می‌روید.

### دشت‌های لاله واژگون در ایران

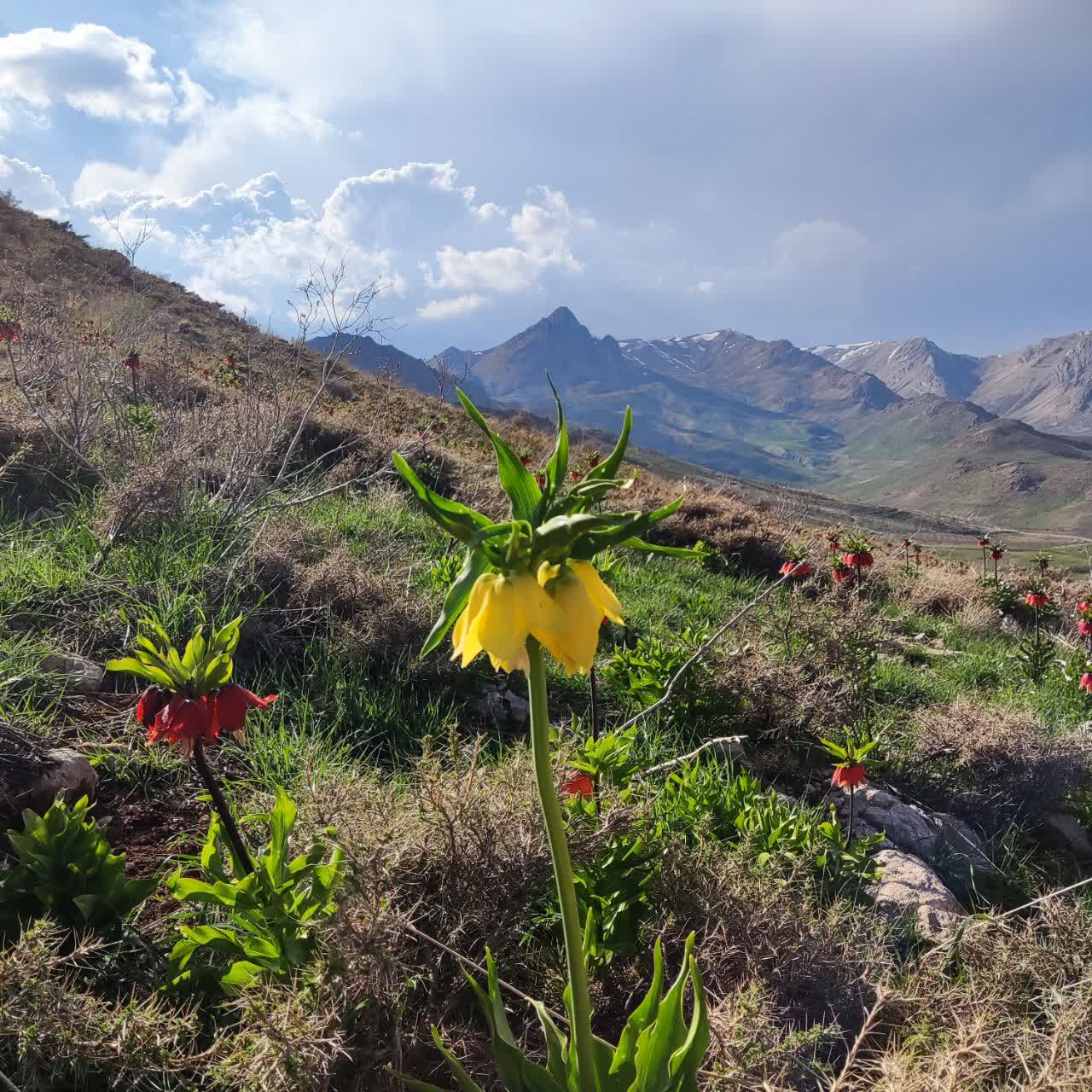
گونهٔ کمیاب و زرد زنگ لاله واژگون واقع در منطقه کاکان

- دشت لاله‌های واژگون کوهرنگ در استان چهارمحال و بختیاری
- دشت مورپیسه کاکان استان کهگیلویه و بویراحمد
- دشت لاله‌های واژگون گلستان‌کوه حومه شهرستان خوانسار
- دشت لاله‌های واژگون افوس در شهرستان بوئین و میاندشت
- دشت لاله‌های واژگون مشکان واقع در شهرستان نی‌ریز
- دشت لاله‌های واژگون الیگودرز در استان لرستان
- دشت لاله‌های واژگون خمین در استان مرکزی[۸]
- دشت لاله‌های واژگون دره‌بید در شهرستان فریدن
- دشت لاله‌های واژگون سپیدان در استان فارس
- دشت لاله‌های واژگون فریدون‌شهر در استان اصفهان
- دشت لاله‌های واژگون گرمه در استان خراسان شمالی

از مناطق دیگر در ایران علی‌الخصوص ملایر، اقلید، استان کرمانشاه و ارتفاعات کبیرکوه در استان ایلام است که لاله‌های زیادی دارد. گونه گیاهی لاله واژگون در ایران به علت چیدن پیاز آن و فروش به عنوان گل زینتی در خطر انقراض است.

### در اسطوره‌های ایرانی

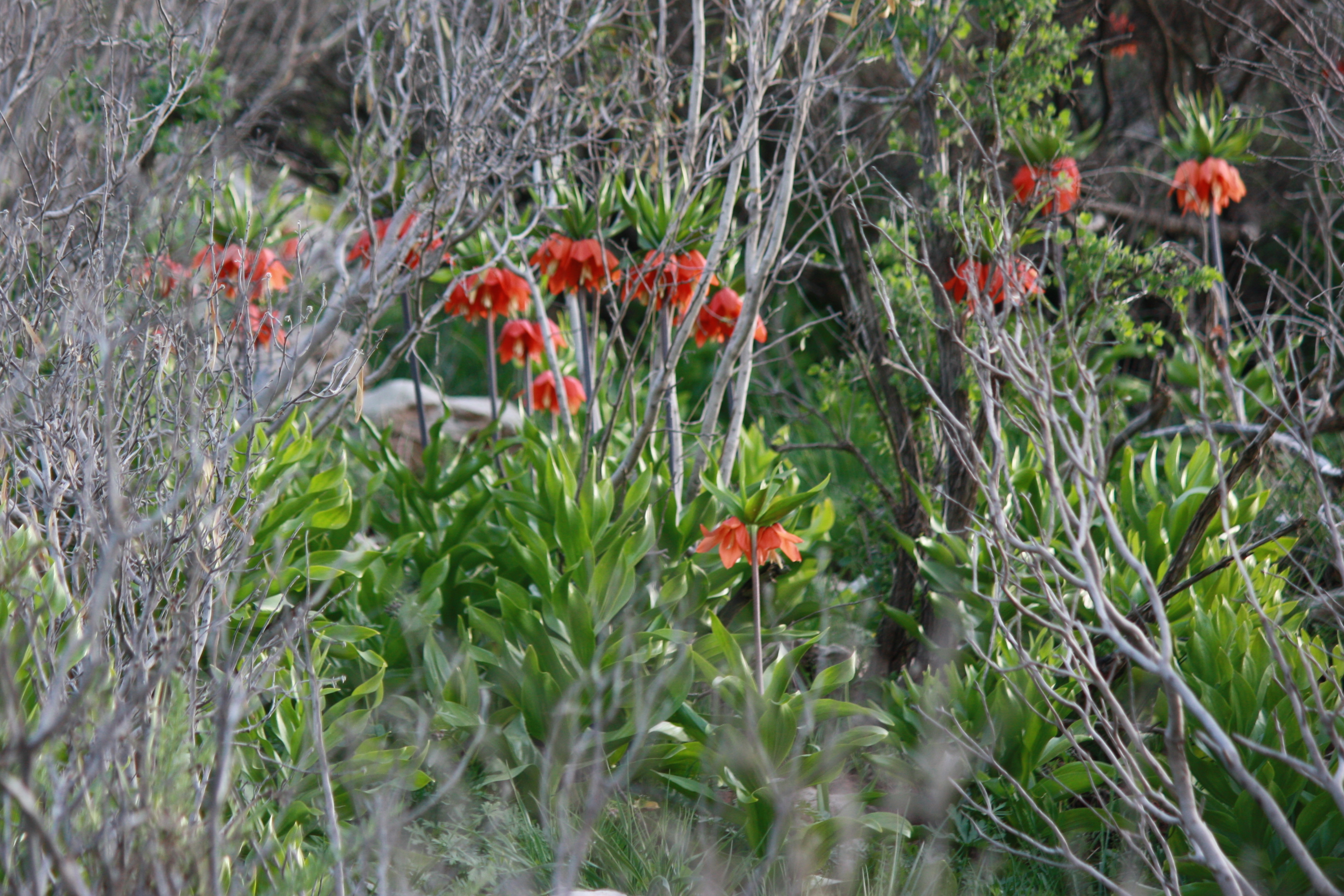
لاله واژگون اشک مریم در کوه دنا، ایران

لالهٔ واژگون یا لالهٔ نگونسار، هم در نقش سرستون‌های ساسانی‌ها و هم در موزهٔ طاق‌بستان در کنار نقش پادشاه ساسانی دیده می‌شود. در متون ادبی ایرانی گفته شده که این گل در آن زمان که گلوی سیاوش با تیغ تیز گرسیوز آشنا شد، شاهد ماجرا بود. از پس آن اندوه، گل‌گونه رخ، سر به زیر افکند تا آرام آرام اشک بریزد بر بی‌گناهی سیاوش.
| چو سرو سیاوش نگون‌سار دید |  | سراپردهٔ دشت خون‌سار دید  |
| بیفکند سر را ز انده نگون |  | بشد زان سپس لالهٔ واژگون |

## گونه‌ها
- زنگوله بدبو Fritillaria agrestis
- زنگوله زرد Fritillaria pudica
- زنگوله مونتانا Fritillaria montana
- لاله واژگون آنهوئینسیس Fritillaria anhuiensis
- لاله واژگون اسکارلت Fritillaria recurva
- لاله واژگون اشک مریم Fritillaria imperialis
- لاله واژگون اوجاینسیس Fritillaria ojaiensis
- لاله واژگون ایرانی Fritillaria persica
- لاله واژگون ایستوود Fritillaria eastwoodiae
- لاله واژگون برنجی Fritillaria camschatcensis
- لاله واژگون پردی Fritillaria purdyi
- لاله واژگون پیرنه Fritillaria pyrenaica
- لاله واژگون ترکی Fritillaria michailovskyi
- لاله واژگون تیزگلبرگ Fritillaria acmopetala
- لاله واژگون جنتر Fritillaria gentneri
- لاله واژگون حنائی Fritillaria reuteri
- لاله واژگون خال‌خالی Fritillaria atropurpurea
- لاله واژگون خاورمیانه Fritillaria uva-vulpis
- لاله واژگون خشتی Fritillaria pluriflora
- لاله واژگون خشتی راه‌راه Fritillaria striata
- لاله واژگون خوشبو Fritillaria liliacea
- لاله واژگون دیویدسون Fritillaria pinetorum
- لاله واژگون روسی Fritillaria maximowiczii
- لاله واژگون ریگ‌شیب Fritillaria falcata
- لاله واژگون سن‌بنیتو Fritillaria viridea
- لاله واژگون سیرهوزا Fritillaria roylei
- لاله واژگون سیسکیو Fritillaria glauca
- لاله واژگون شرقی Fritillaria orientalis
- لاله واژگون شکلاتی Fritillaria affinis
- لاله واژگون قرقیزی Fritillaria pallidiflora
- لاله واژگون قفقازی Fritillaria grandiflora
- لاله واژگون قوزی Fritillaria gibbosa
- لاله واژگون قهوه‌ای Fritillaria micrantha
- لاله واژگون کاکائویی Fritillaria biflora
- لاله واژگون کرن Fritillaria brandegeei
- لاله واژگون کله‌ماری Fritillaria meleagris
- لاله واژگون ورتیسیلاتا Fritillaria verticillata
- لاله واژگون یوژونجنسیس Fritillaria yuzhongensis
- لاله واژگون یونانی Fritillaria graeca

## نگارخانه

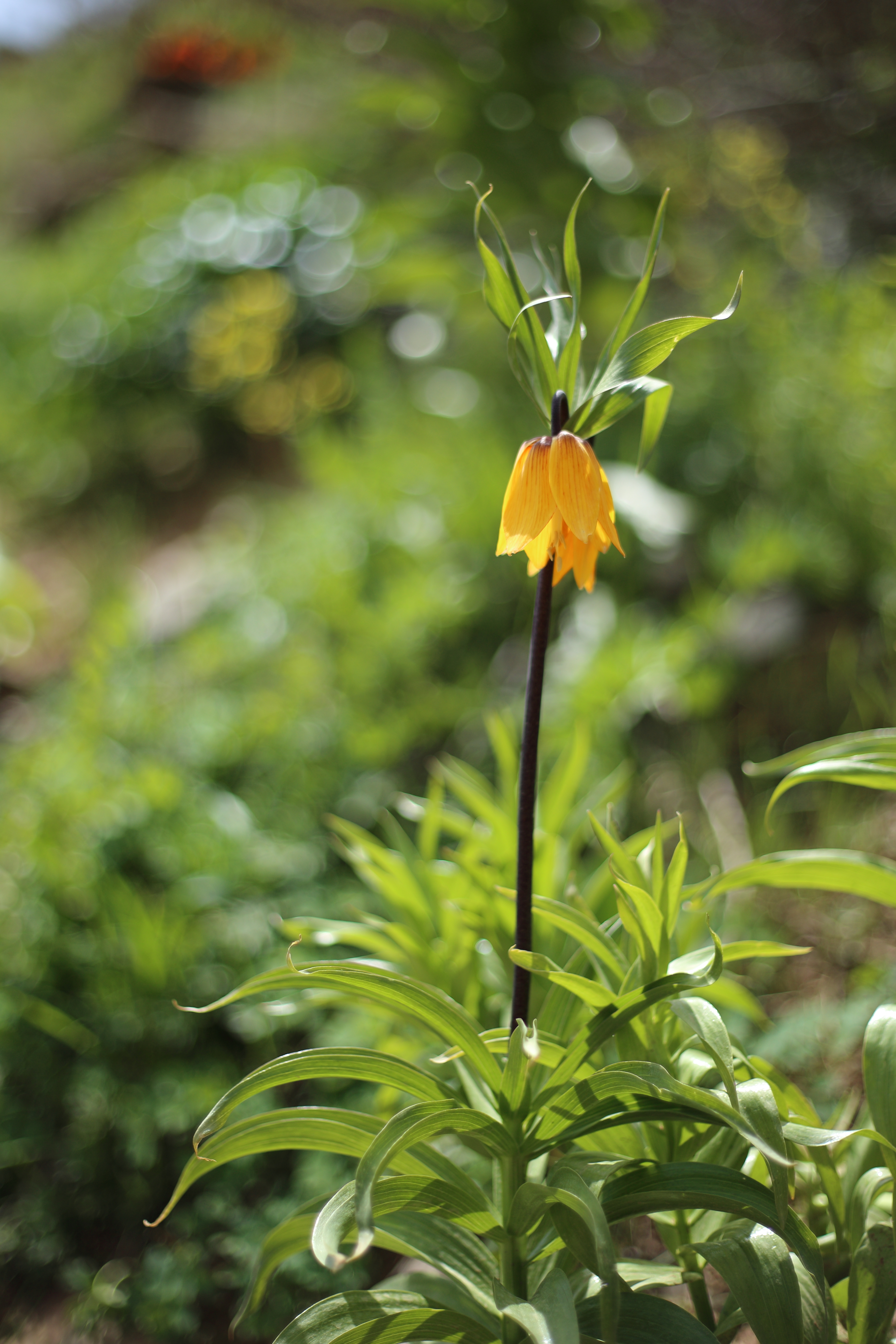
لاله واژگون زرد، کردستان، ایران
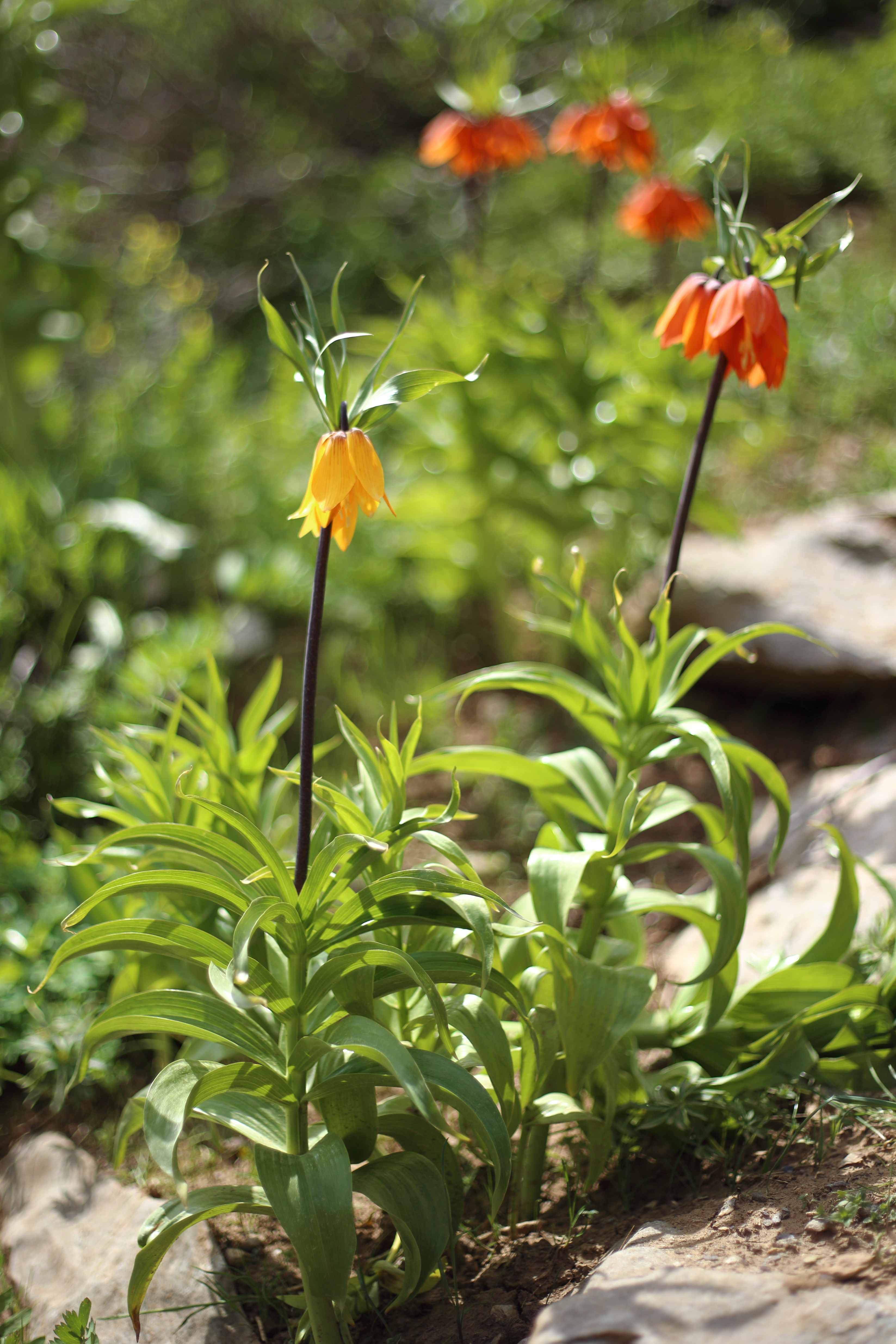
لاله واژگون زرد، کردستان ایران
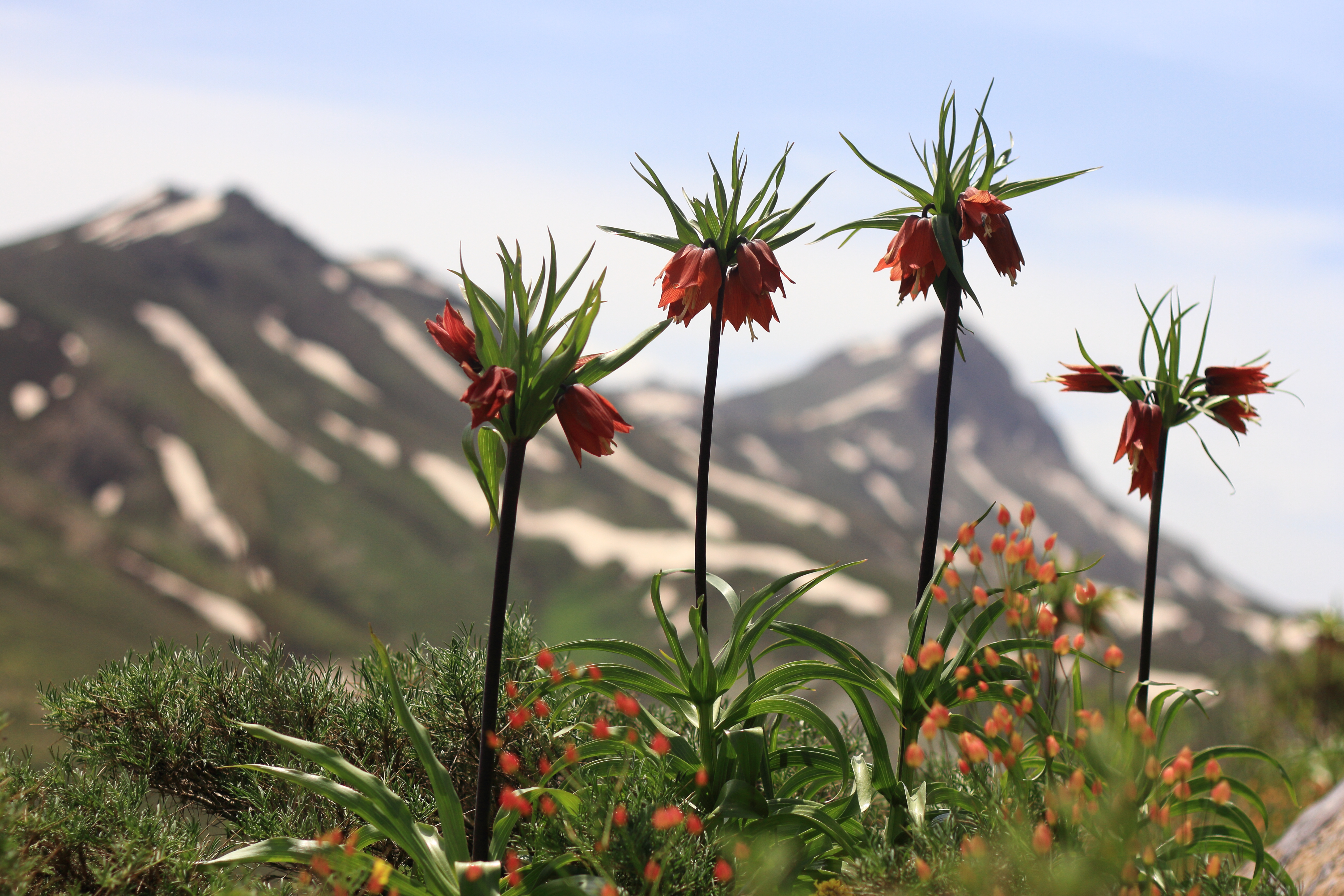
لاله واژگون در کردستان ایران
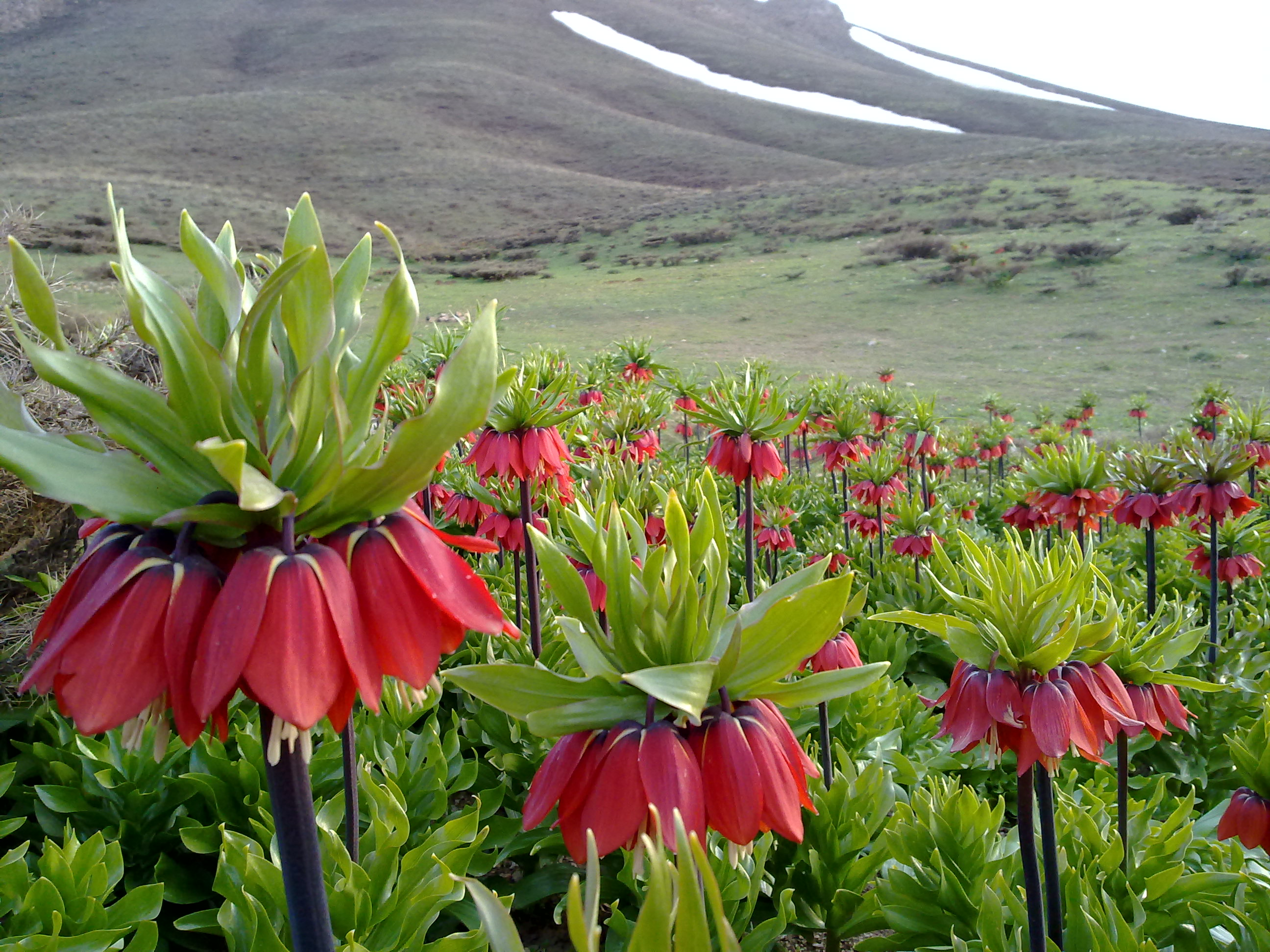
لاله‌های واژگون، افوس، شهرستان بوئین میاندشت استان اصفهان
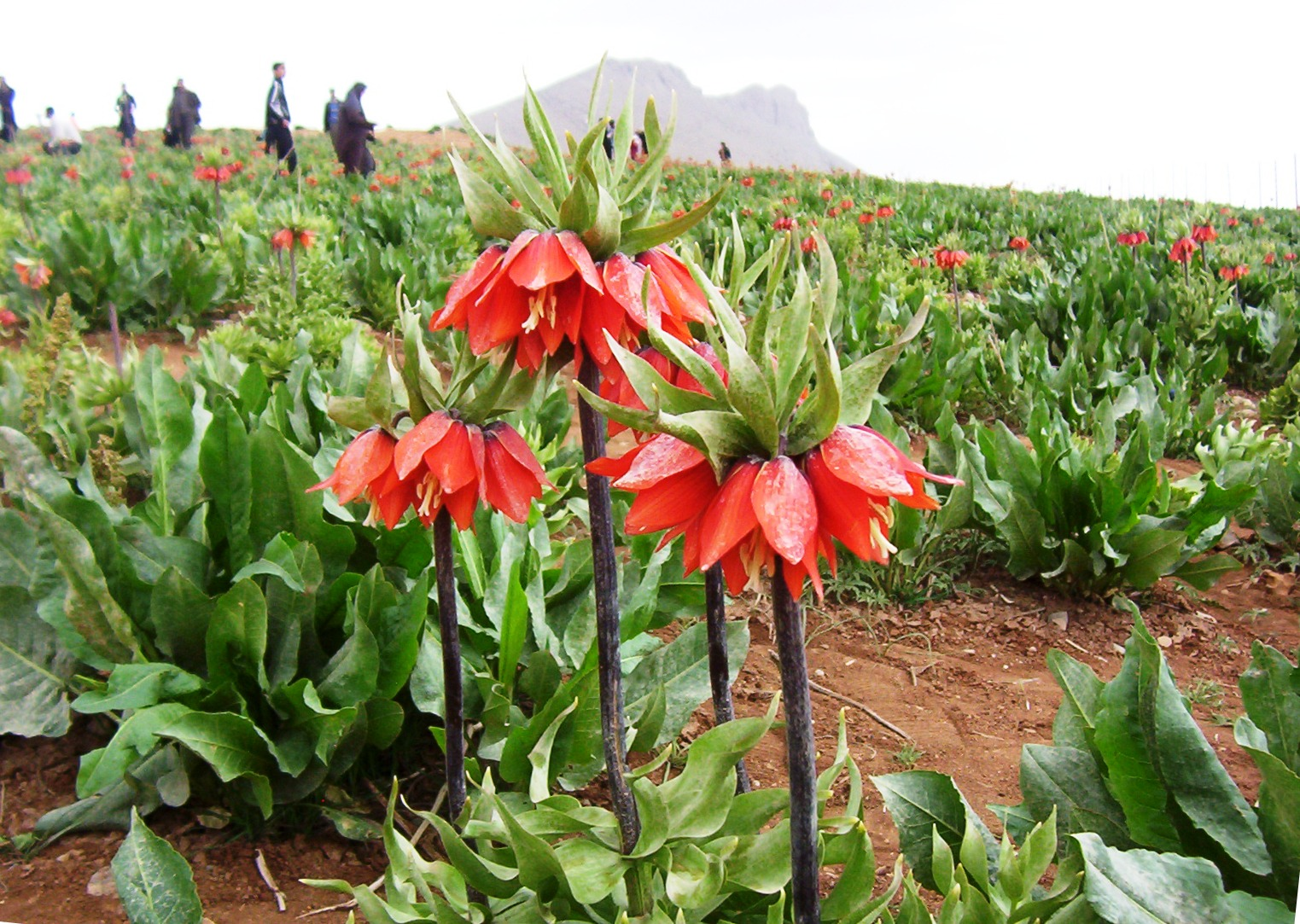
لالهٔ واژگون در دشت لاله‌های واژگون کوهرنگ
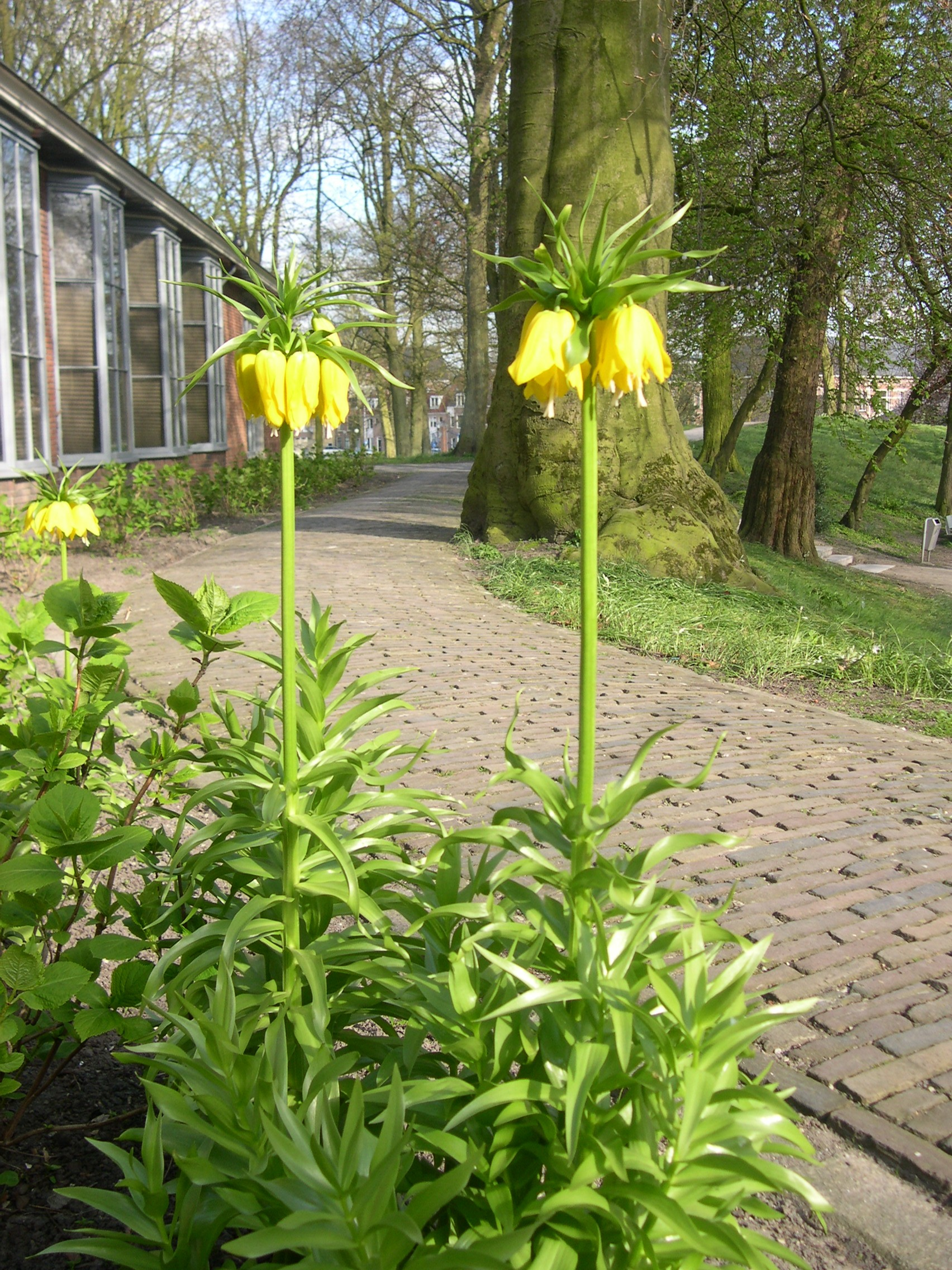
لالهٔ واژگون از گونه لاله گرگانی در شهر لیوواردن هلند
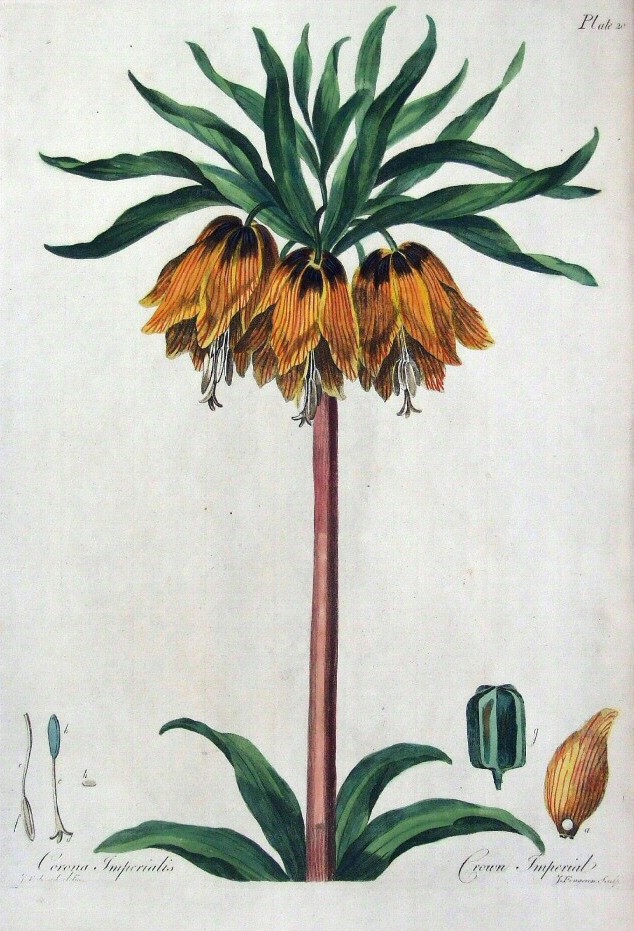
لالهٔ واژگون در کتاب گیاهان بریتانیا،[۱۰] نوشتهٔ جان ادواردز، ۱۷۶۹.
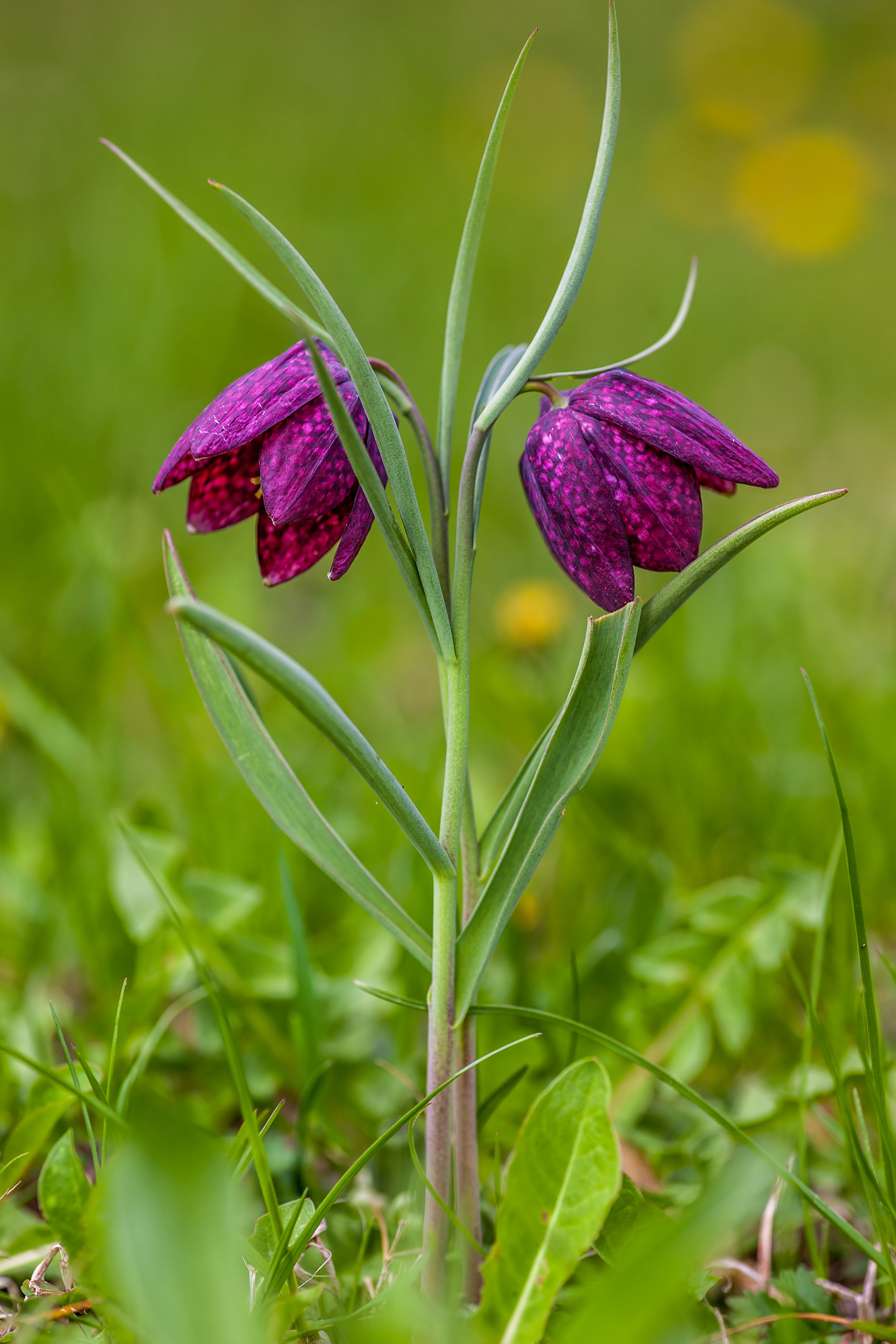
لاله واژگون کله‌ماری گونه‌ای که در اروپا می‌روید.
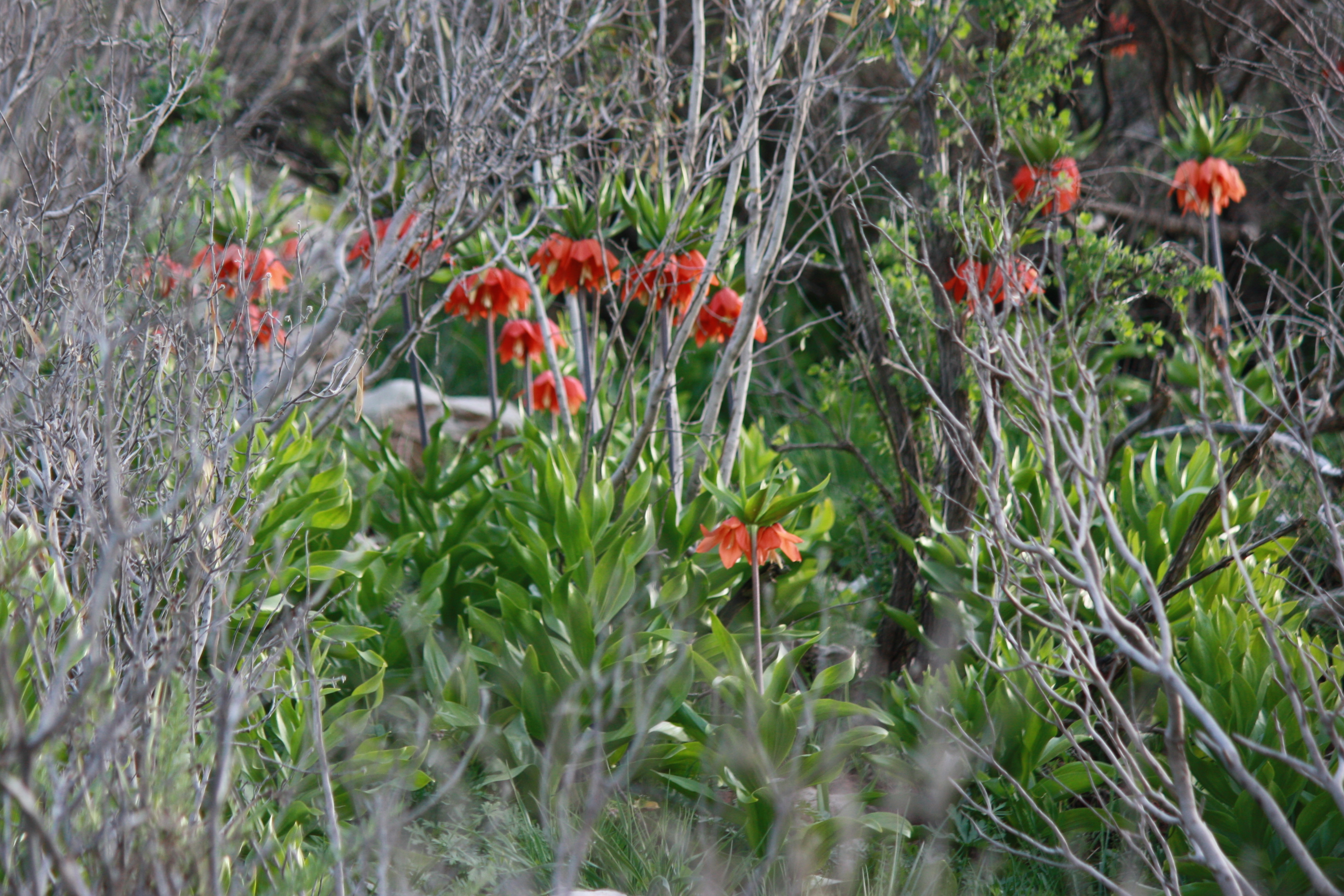
لاله‌های واژگون در کوه دنا
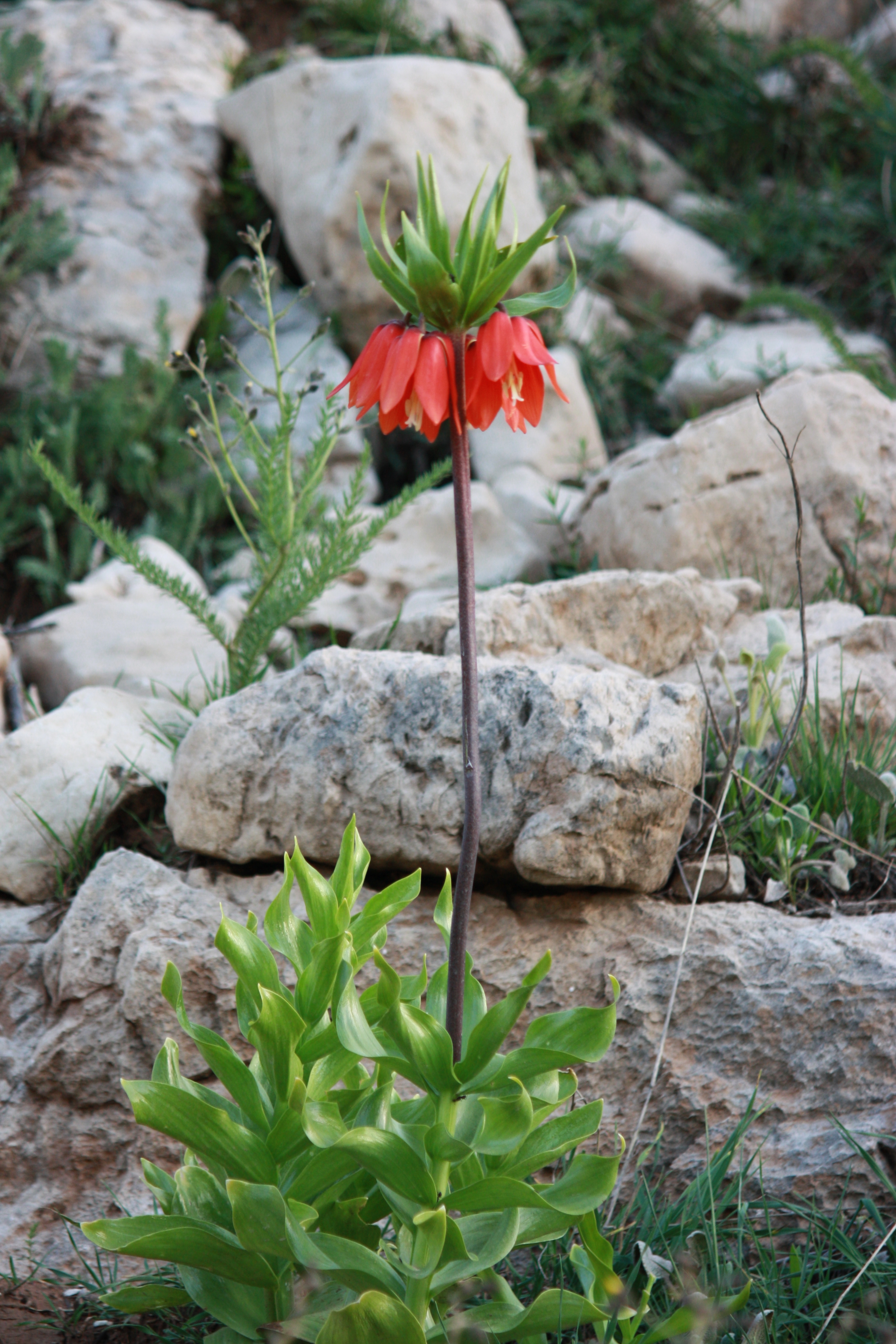
لاله واژگون در کوه دنا